# Guido Sgardoli
Guido Sgardoli (San Donà di Piave, 19 ottobre 1965) è uno scrittore italiano.

## Biografia
Laureato  in medicina veterinaria all'Università di Bologna, coltiva fin da giovanissimo la passione per la scrittura, il disegno e l'animazione. Dopo una serie di racconti pubblicati all'interno di riviste e antologie, nel 2004 esordisce nella letteratura per ragazzi. Pubblica con i maggiori editori italiani (Giunti Editore, Adriano Salani Editore, Edizioni EL, Arnoldo Mondadori Editore, Edizioni Piemme, Rizzoli, De Agostini) e nel 2009 riceve il Premio Andersen come miglior scrittore per ragazzi. Nello stesso anno vince il Premio Bancarellino con il libro Eligio S. - I giorni della ruota edito da Giunti Editore.
Il libro Due per uno (Nuove Edizioni Romane, ripubblicato da Giunti Editore) riceve il Premio Cento del 2011 e il Premio biblioteche di Roma del 2012.
Il romanzo The Frozen Boy (Edizioni San Paolo) vince nel 2012 il premio LiBeR assegnato dalla rivista omonima come miglior libro del 2011 e viene inserito nella Honour List della International Board on Books for Young People (IBBY) per l'Italia.
Vince nuovamente il Premio Andersen nel 2015 con il romanzo sulla prima guerra mondiale Il giorno degli eroi (Rizzoli) e ancora nel 2018 con L'isola del muto (Edizioni San Paolo), che viene incluso nella selezione White Ravens 2019 della Internationale Jugendbibliothek di Monaco di Baviera.
Nel 2019 il romanzo thriller The Stone - La settima pietra (Edizioni Piemme) vince il Premio Strega Ragazze e Ragazzi nella sezione 11+ e subito dopo ne vengono acquisiti i diritti cinematografici.
Nel 2020 pubblica il romanzo Le belve (Edizioni Piemme) scritto a quattro mani con Manlio Castagna. Anche in questo caso vengono immediatamente venduti i diritti cinematografici.
Nel 2023 pubblica il suo primo libro adatto specificamente al pubblico di lettori adulti: Il senso dell'alligatore, edito da Piemme, un thriller psicologico ambientato nella provincia americana del Vermont.
Le sue opere sono tradotte in dodici lingue e adattate per il teatro. Collabora con riviste e quotidiani nazionali scrivendo articoli e racconti.
Vive a Treviso.

## Opere
- George W. Blatt – amministratore condominiale, 2004 (Salani)
- Il grande libro degli Sgnuk, 2006 (Giunti)
- Kaspar, il bravo soldato, 2007 (Giunti)
- Fabio Spaccatutto!, 2007 (Giunti)
- 24.000 uova, 2007 (Giunti)
- JJ contro il vento, 2007 (Fabbri)
- Corri, Gummo corri!, 2008 (Giunti)
- Eligio S. – I giorni della ruota, 2008 (Giunti)
- Il disinfestatutto, 2009 (Nord Sud Edizioni)
- Pronto soccorso insetti, 2009 (Fatatrac)
- A.S.S.A.S.S.I.N.A.T.I.O.N., 2009 (Rizzoli)
- Il popolo delle Grandi Pianure, 2009 (Rizzoli)
- Vite di animali, 2009 (Einaudi Ragazzi)
- Una città di storie, 2010 (Einaudi Ragazzi)
- Animali, collana Il cantiere delle arti", 2010 (Edizioni Artebambini) Con Giorgio Celli, Pino Guzzonato, Gek Tessaro
- Avventure allo zoo, seriale, otto episodi, 2010 (Edizioni EL)
- O dei dentro o sei fuori, 2010 (Edizioni EL)
- Piccolo Capo Bianco, 2010 (Rizzoli)
- I racconti del veterinario, 2010 (Rizzoli)
- Demoni e predoni, 2011 (Einaudi Ragazzi)
- Il misterioso caso di Maria Roget, 2011 (Nuove Edizioni Romane)
- Lucillo Visberghi di Colle Ombreggiato, naturalista, 2011 (Fatatrac)
- The Frozen Boy, 2011 (Edizioni San Paolo)
- Due per uno, 2011 (Nuove Edizioni Romane)
- La grande avventura di Geremia Smith, 2012 (Fanucci)
- T.Y.P.O.S. 0.2 – Cartabianca, 2012 (Fanucci)
- La più straordinaria bestia del mondo, 2013 (Notes)
- La scuola dei Babbi Natale, 2013 (Interlinea)
- Rosso veneziano, 2013 (Fanucci)
- Tartaruga Express, 2013 (Einaudi Ragazzi)
- Muso rosso, 2014 (Rizzoli)
- La mano di Thuluhc, 2014 (Piemme)
- Skinner Boys volume 1 - I guardiani dei tesori perduti, 2014 (Fabbri)
- Skinner Boys volume 2 - La coppa dell'immortalità, 2014 (Fabbri)
- Nemmeno un giorno, 2014, (Edizioni Il Castoro) - con Antonio Ferrara
- Il giorno degli eroi, 2014 (Rizzoli)
- Skinner Boys volume 3 - Il teschio di cristallo, 2014 (Fabbri)
- Skinner Boys volume 4 - Il custode della tempesta, 2014 (Fabbri)
- Che notte è questa, 2014 (Einaudi Ragazzi) Antologia di racconti natalizi
- Giulio Cesare - conquistatore del mondo, 2015 (Edizioni EL)
- Grandi classici in poche parole, 2015 (Einaudi Ragazzi)
- Skinner Boys volume 5 - La città sepolta, 2015 (Fabbri)
- Skinner Boys volume 6 - La leggenda degli uomini insetto, 2015 (Fabbri)
- Marco Polo - scopritore di meraviglie, 2015 (Edizioni EL)
- Dragon Boy, 2015 (Piemme - Il battello a vapore)
- Skinner Boys volume 7 - La quinta dimensione, 2015 (Fabbri)
- Skinner Boys volume 8 - Il mostro degli abissi, 2015 (Fabbri)
- Che genio!, 2016 (Edizioni EL)
- Indiani e cowboy, 2016 (Edizioni EL)
- Blatt, 2016 (Giunti)
- I gemelli Robinson - L'isola dei misteri volume 1, 2016 (Mondadori)
- I gemelli Robinson - Caccia al tesoro volume 2, 2016 (Mondadori)
- I 7 mari in 7 avventure, 2016 (Mondadori)
- I più bei classici illustrati per ragazze, 2016 (Einaudi Ragazzi)
- I più bei classici illustrati per ragazzi, 2016 (Einaudi Ragazzi)
- Black Beauty, 2016 (Edizioni EL)
- I gemelli Robinson - Rotta verso la salvezza volume 3, 2016 (Mondadori)
- I gemelli Robinson - Arrivano i nostri volume 4, 2016 (Mondadori)
- La fondazione di Roma, 2017 (Edizioni EL)
- Che campione!, 2017 (Edizioni EL)
- La prima guerra mondiale, 2017 (Edizioni EL)
- Kennedy - l'uomo nuovo dell'America, 2017 (Edizioni EL)
- The Stone - La settima pietra, 2017 (Piemme)
- Le crociate, 2017 (Edizioni EL)
- Sparta e Atene, la guerra del Peloponneso, 2017 (Edizioni EL)
- L'odissea di Argo, 2017 (Einaudi Ragazzi)
- Martin Luther King - una vita per un sogno, 2018 (Edizioni EL)
- L'isola del muto, 2018 (Edizioni San Paolo)
- Supergatta volume 1 Arriva Supergatta!, 2018 (Lapis Edizioni)
- Supergatta volume 2 Un intruso dispettoso, 2018 (Lapis Edizioni)
- Supergatta volume 3 Il taglierba impazzito, 2018 (Lapis Edizioni)
- Che idea! 4 volumi: La stampa, L'elettricità, Il pane, La ruota, 2018 (Edizioni EL)
- Arrivano i fratelli Hood, Libri Corsari, 2018 (Solferino)
- Cecilia Candeggina e l'invasione degli ultrapidocchi, 2018 (Lapis Edizioni)
- I giorni segreti dell'imperatore, 2018 (Mondadori) - con Sebastiano Ruiz Mignone
- Supergatta volume 4 Caccia al nido, 2018 (Lapis Edizioni)
- Che squadra!, 2018 (Edizioni EL)
- Oltre il sentiero, 2018 (De Agostini)
- Il figlio di Sherlock Holmes, 2018 (Rizzoli)
- Mago, un destino da campione, 2019 (Lapis Edizioni)
- Il fenomenale P.T. Heliodore, 2019 (Piemme Battello a vapore)
- I grigi, 2019 (De Agostini)
- Faccio il veterinario, 2019 (Rizzoli)
- Le belve, 2020 (Piemme) - con Manlio Castagna
- Paris Noir - L'autoritratto, 2020 (Piemme Battello a vapore) - con Pierdomenico Baccalario
- Anomalya, 2020 (Giunti)
- Kid, il ragazzo che voleva essere Diabolik, 2020 (De Agostini)
- Scomparso, 2021 (Einaudi Ragazzi)
- Morto che parla, 2021 (Piemme Battello a vapore)
- Paris Noir - L'uomo senza testa, 2021 (Piemme Battello a vapore) - con Pierdomenico Baccalario
- Paris Noir - I delitti dei semi d'arancia, 2021 (Piemme Battello a vapore) - con Pierdomenico Baccalario
- Funeral Party, 2022 (Piemme)
- I delitti di Whitechapel, 2022 (De Agostini) - con Massimo Polidoro
- Ritorno a casa, 2022 (Einaudi Ragazzi)
- Syberia, 2023 (Edizioni San Paolo)
- Il senso dell'alligatore, 2023 (Piemme)
- Tiziano e il bosco delle ombre, 2023 (Emons Edizioni)
- Ultime lettere di Jacopo Ortis, 2023 (Einaudi Ragazzi)
- Cronache degli sposi promessi, 2023 (Piemme Battello a vapore)
- Billy the West, 2023 (Piemme Battello a vapore)
- The Folio Club, 2024 (De Agostini)
- La vera storia di Caccola Joe, 2024 (Piemme Battello a vapore)
- Super Bombarda & Capitan Frizz vol. 1 - L'uomo cotechino, 2024 (Piemme Battello a vapore)
- Detour, 2024 (Piemme)
- L'uomo geometrico - collana Le Orme, 2025 (Centro Studi Erickson)

## Riconoscimenti
- Premio Penne 2007 per Kaspar, il bravo soldato (Giunti)
- Premio Legambiente 2007 per Kaspar, il bravo soldato (Giunti)
- Menzione speciale nei White Ravens 2007 (Internationale Jugendbibliothek) per Il grande libro degli Sgnuk (Giunti)[11]
- Premio Andersen 2009, miglior scrittore[1]
- Premio Bancarellino 2009 per Eligio S. I giorni della ruota (Giunti)[2]
- Premio Gigante delle Langhe 2009 per Il disinfestatutto (Nord-Sud Edizioni)
- Premio Cento 2011 per Due per uno (Nuove Edizioni Romane)[3]
- Premio LiBeR 2012 per The Frozen Boy (Edizioni San Paolo)[5]
- Honour List 2012 IBBY (International Board on Books for Young People) per The Frozen Boy (Edizioni San Paolo)[6]
- Selezione White Ravens 2012 per The Frozen Boy (Edizioni San Paolo)[12]
- Premio Biblioteche di Roma 2012 per Due per uno (Nuove Edizioni Romane)
- Premio Internazionale Ceppo Ragazzi 2013
- Premio Andersen 2015, premio speciale della giuria per Il giorno degli eroi (Rizzoli)[7]
- Premio Frignano Ragazzi 2015 per Il giorno degli eroi (Rizzoli)
- Premio Città di Bitritto 2016 per Dragon Boy (Piemme)
- Premio Andersen 2018, miglior libro oltre 15 anni per L'isola del muto (Edizioni San Paolo)[8]
- Selezione White Ravens 2019 per L'isola del muto (Edizioni San Paolo)[9]
- Premio Strega Ragazzi e Ragazze 2019 categoria 11- 15 anni per The Stone - La settima pietra (Piemme)[10]
- Selezione White Ravens 2022 per Scomparso (Einaudi Ragazzi)
- Terzo classificato Premio Cento 2024 con Syberia (Edizioni San Paolo)
- IBBY ITALIA CHOICE 2024 alla Frankfurter Buchmesse per Syberia (Edizioni San Paolo)